# Кусама (муниципалитет)
Кусама́ (исп. Cuzamá) — муниципалитет в Мексике, штат Юкатан, с административным центром в одноимённом городе. Численность населения, по данным переписи 2010 года, составила 4966 человек.

## Общие сведения
Название Cuzama с майяйского можно перевести как: воды ласточек, где Cuzan — ласточка и A — вода.
Площадь муниципалитета равна 93 км², что составляет 0,23 % от общей площади штата, а наивысшая точка — 22 метра, расположена в поселении Яшкукуль.
Он граничит с другими муниципалитетами Юкатана: на севере с Сее, на востоке с Омуном, на юге-западе с Текохом, и на северо-западе с Акансехом.

## Учреждение и состав
Муниципалитет был сформирован в 1925 году, в его состав входит 6 населённых пунктов:
| Код INEGI | Населённый пункт                                                              | Численность населения (2005 год) | Численность населения (2010 год) |
| --------- | ----------------------------------------------------------------------------- | -------------------------------- | -------------------------------- |
| 015       | Всего                                                                         | 4800                             | 4966                             |
| 0001      | Кусама (исп. Cuzamá) 20°44′29″ с. ш. 89°18′56″ з. д. (административный центр) | 3577                             | 3721                             |
| 0005      | Экнакан (исп. Eknakán) 20°45′31″ с. ш. 89°22′12″ з. д.                        | 659                              | 698                              |
| 0003      | Чунканан (исп. Chunkanán) 20°42′40″ с. ш. 89°19′31″ з. д.                     | 335                              | 356                              |
| 0006      | Нохчакан (исп. Nohchakán) 20°44′45″ с. ш. 89°20′10″ з. д.                     | 175                              | 186                              |
| 0031      | Сан-Эулохио (исп. San Eulogio) 20°43′27″ с. ш. 89°19′10″ з. д.                | 2                                | 3                                |
| 0009      | Яшкукуль (исп. Yaxkukul) 20°41′50″ с. ш. 89°18′20″ з. д.                      | 5                                | 2                                |

## Экономика
По статистическим данным 2000 года, работоспособное население занято по секторам экономики в следующих пропорциях:
- торговля, сферы услуг и туризма — 39,4 %;
- сельское хозяйство и скотоводство — 30,1 %;
- производство и строительство — 30 %;
- безработные — 0,5 %.

## Инфраструктура
По статистическим данным 2010 года, инфраструктура развита следующим образом:
- электрификация: 97,1 %;
- водоснабжение: 97,6 %;
- водоотведение: 36,4 %.

## Достопримечательности
В муниципалитете можно посетить храм Сантисима Тринидад, построенный в XVI веке, и храм Святого Франсиска Ассизского, построенный ещё раньше. Также здесь расположена бывшая асьенда Шкучбалам, несколько археологических памятников и очень красивые сеноты.

## Фотографии

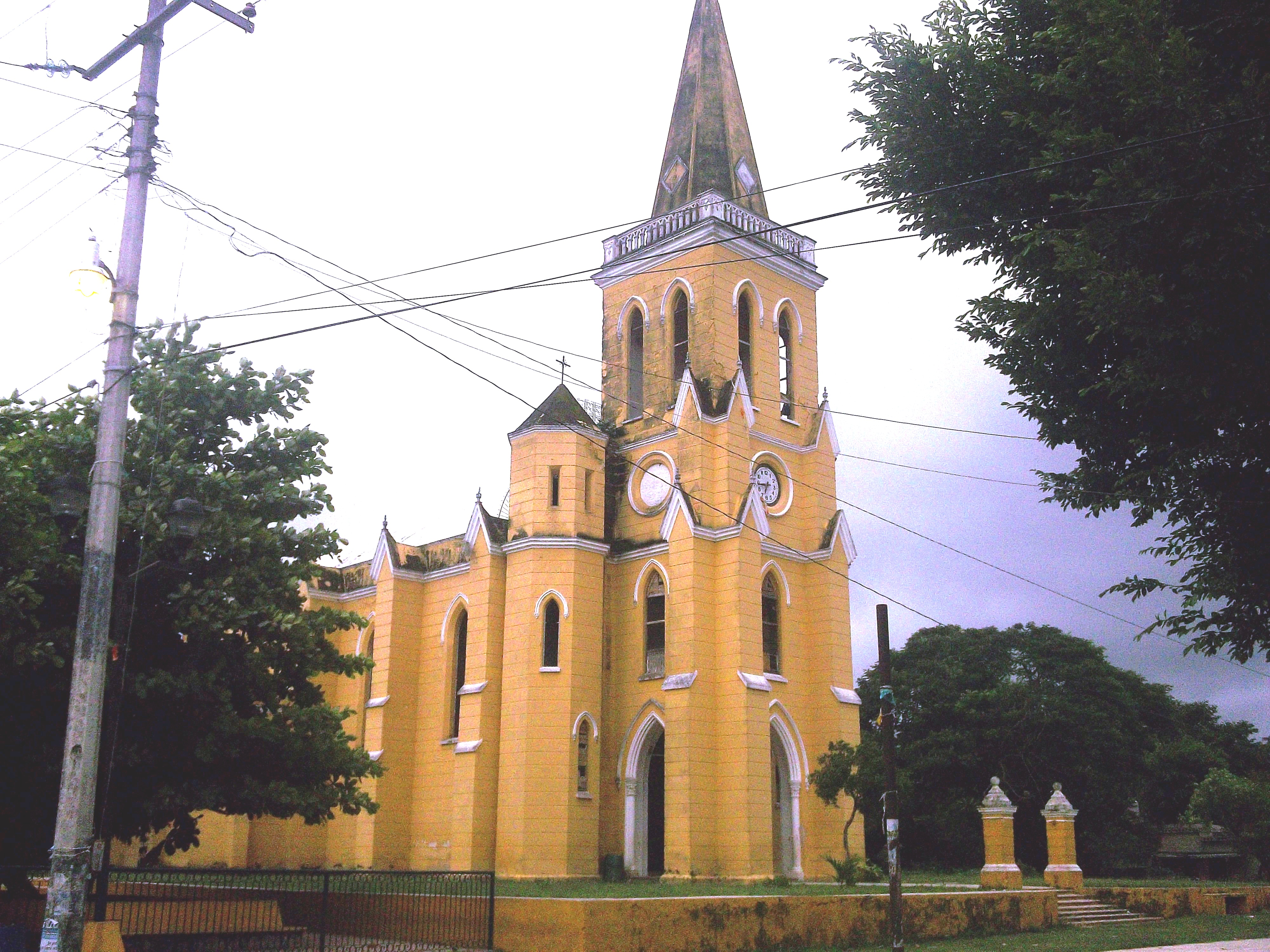
Церковь в Экнакане
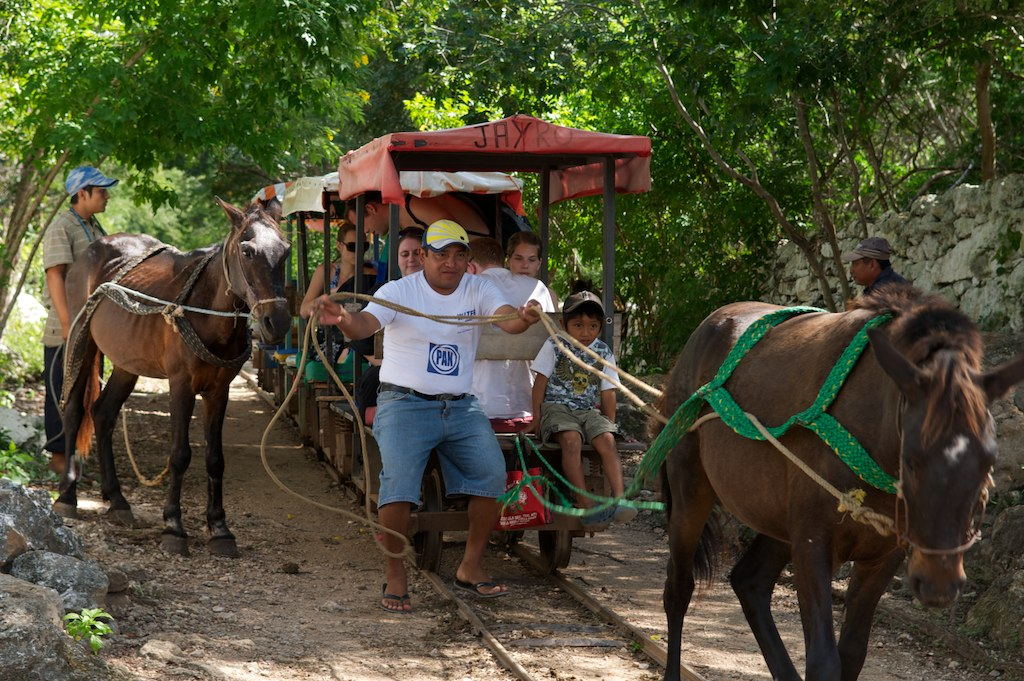
Транспорт к сеноту
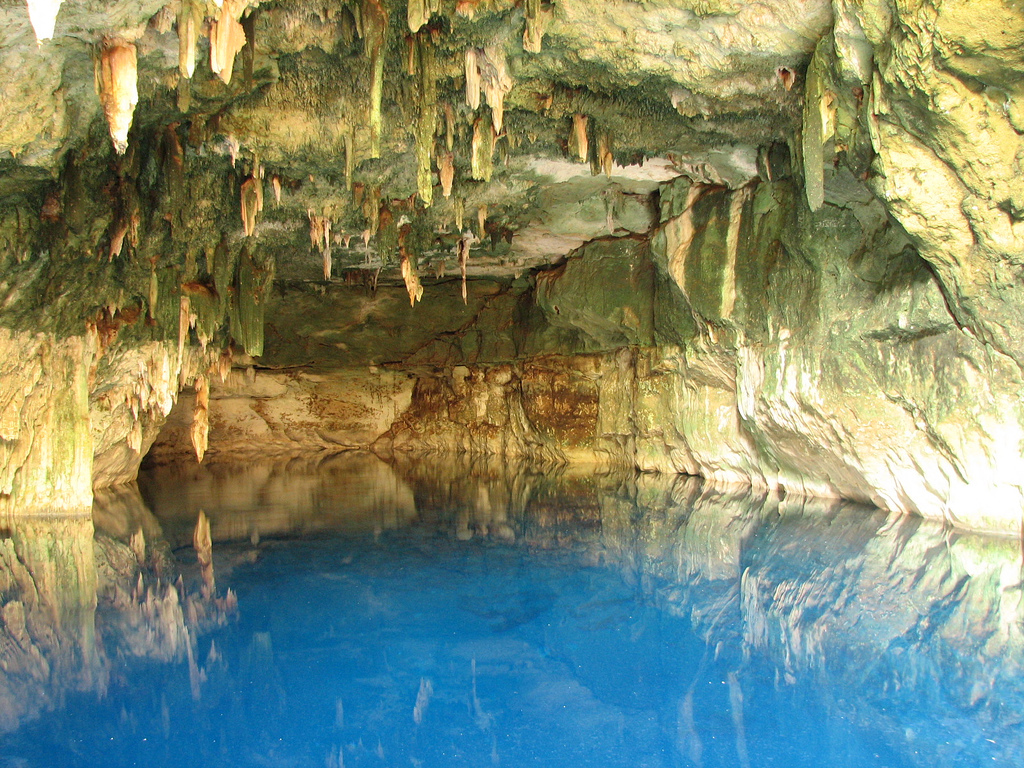
Один из сенотов муниципалитета